# Xantene
Lo xantene (nome sistematico: 9H-xantene) è un composto eterociclico aromatico e in particolare è anche un etere diarilico triciclico, la cui formula molecolare è C13H10O. La molecola è composta da due anelli benzenici che sono uniti, tramite le rispettive posizioni ortofenileniche (1,2-C6H4<), da un ponte metilene (>CH2) e da un atomo di ossigeno a ponte, formando così l'anello centrale, che non è aromatico, a differenza degli altri due.
Il composto in sé è poco conosciuto, ma diversi suoi derivati, specialmente i coloranti, sono molto meglio noti e descritti.
Il tioetere corrispondente dello xantene, con lo zolfo al posto dell'ossigeno, è il tioxantene. Il corrispondente chetone, con un carbonile a ponte (>C=O) al posto del metilene, è lo xantone, un composto più diffuso, dal quale lo si può ottenere per riduzione. Il prodotto di riduzione intermedia dello xantone è lo xantidrolo (>CHOH). È noto anche il suo 9,9-dimetilderivato (>CMe2).

## Etimologia
Il nome xantene deriva dall'unione di «xant(o)-» con il suffisso «-ene»; «xanto-» viene dal greco ξανθός (xanthós), di color giallo; «-ene» è il suffisso generale usato per designare l'insaturazione in alcheni e areni.

## Proprietà
A temperatura ambiente si presenta come fiocchi cristallini gialli (ricristallizzato da alcool) che fondono a 101 °C (p. eb. 311 °C), con indice di rifrazione di 1,5994, e che sono praticamente insolubili in acqua, molto poco solubili anche in alcool o in tetracloruro di carbonio, ma solubili in etere, benzene e cloroformio.
Alcuni composti derivati dalla struttura dello xantene formano una classe di coloranti cosiddetti xantenici, che comprende tra i più noti la fluoresceina, l'eosina e le rodamine. I coloranti xantenici tendono a manifestare fluorescenza da giallo al rosa al rosso bluastro, in ogni caso con tinte brillanti. Molti coloranti xantenici possono essere preparati per condensazione di derivati dell'anidride ftalica con derivati del resorcinolo o del 3-amminofenolo.